# .sh
.sh – domena internetowa przypisana do kolonii Wyspa Świętej Heleny, Wyspa Wniebowstąpienia i Tristan da Cunha.